# آ آلائو
آ آلائو (به لاتین: A Alao) در لائوس است که در استان ساوان‌ناکت واقع شده‌است.